# Densitate numerică
Densitatea numerică este o mărime care indică gradul de aglomerare a unor obiecte numărabile (particule, molecule, celule) pe unitatea de volum.